# Шевченко, Григорий Сергеевич
Григорий Сергеевич Шевченко (8 февраля 1936, Орестополь — 22 сентября 2010, Владимир) — российский актёр, актёр Владимирского академического театра драмы им. А. В. Луначарского, Заслуженный артист РСФСР (1979)

## Биография
В 1958 г. окончил Харьковский театральный институт.
Работал артистом в Украинском ансамбле комедии и водевиля при Укрконцерте в Киеве, в Хмельницком украинском облдрамтеатре, в театрах городов Армавира, Орджоникидзе, Лиепае, Калуге.
С 1980 года и до конца жизни — артист Владимирского драматического театра.
Среди наиболее значимых работ — царь Иоанн Грозный в спектакле «Василиса Мелетьева» по пьесе А. Н. Островского, Креонт в «Антигоне» Ж.Ануя и епископ Шаррон в «Мольере» М.Булгакова. По отзывам зрителей и коллег, творческую палитру театра очень украсили его темперамент и музыкальность.
Изредка снимался в эпизодических ролях в кино и сериалах, например, в фильме «Царь Иван Грозный» (1991).
Некоторое время возглавлял Владимирское отделение Союза театральных деятелей России.

## Личная жизнь
Жена — Евдокимова (Шевченко) Татьяна Ивановна, заслуженная артистка РФ, также актриса Владимирского академического театра драмы им. А. В. Луначарского.

## Почетные звания и награды
- Заслуженный артист РСФСР (19 февраля 1979)
- Лауреат премии имени Евгения Евстигнеева.
- Благодарность Министра культуры и массовых коммуникаций Российской Федерации (17 октября 2005) — за творческую активность, большой личный вклад в развитие театрального искусства[3]